# Playtime
Playtime – francuska komedia filmowa z 1967 roku w reżyserii Jacques’a Tatiego, czwarty w jego dorobku i trzeci czyniący głównym bohaterem alter ego reżysera, pana Hulot. Playtime jest zbiorem sekwencji ukazujących odhumanizowaną wersję współczesnego Paryża, w której ludzkość jest na stałe przywiązana do maszyn. Takie tragikomiczne momenty jak „targi sztuki gospodarczej” oraz moment otwarcia restauracji Royal Garden przeplatają się z ledwo zarysowanym wątkiem, w którym przygarbiony pan Hulot z nieodłączną fajką przybywa na lotnisko Orly w Paryżu. Nie udaje mu się jednak załatwić żadnej ze spraw (spotkanie z tajemniczym panem Giffard oraz młodą Amerykanką), w związku z czym po pewnym czasie opuszcza on lotnisko.
Playtime był najdroższą produkcją w karierze Tatiego. Na obrzeżach lasku Vincennes powstały dekoracje imitujące sztuczny, supernowoczesny Paryż, ponieważ Tati nie mógł wyłączyć z ruchu oryginalnego lotniska Orly. W ślad za zdehumanizowaną przestrzenią Paryża poszła postać pana Hulot, który pojawia się w filmie na marginesie, w przeciwieństwie do poprzednich dwóch filmów Tatiego. Jak zauważa jednak Tadeusz Lubelski, najbardziej oczekiwany z filmów Tatiego został całkowicie odrzucony przez publiczność masową, co poskutkowało klęską finansową. Współcześnie jednak część krytyków uznaje Playtime za największe osiągnięcie komika: Roger Ebert pisał, iż film Tatiego, „jak 2001: Odyseja kosmiczna, Blair Witch Project oraz Rosyjska arka, jest jedynym w swoim rodzaju, całkowicie ukończonym, oddzielnym gatunkiem, który wymarł już w momencie swoich narodzin”.